# 팸퍼스

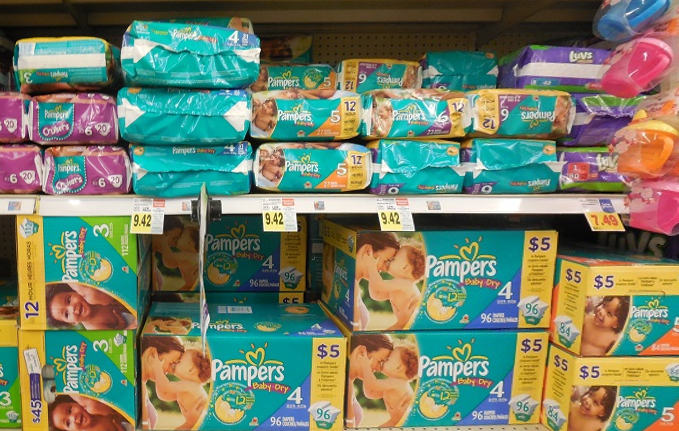
제품

팸퍼스(Pampers)는 미국의 프록터 앤드 갬블이 제조 및 판매하고 있는 종이 기저귀 브랜드이다.

## 개요
1950년대 P&G의 개발자가 손자의 기저귀를 교체한 경험을 토대로 일회용 기저귀 연구를 시작했다. 1961년에 제품화가 되었다.